# シメオン・ソロモン
シメオン・ソロモン（Simeon Solomon, 1840年10月9日 － 1905年8月14日）は、19世紀イギリスの画家で、ラファエル前派の一員に数えられる。彼は正統派ユダヤ教徒という出自と、同性愛者として逮捕され没落していった悲劇の画家として知られている。

## 生涯

### 前半生
ソロモンは1840年、ユダヤ人の帽子業者マイケル・ソロモンと美術家のキャサリン・レヴィとの間に、8人兄弟の末っ子として生まれた。ソロモン家は18世紀にオランダもしくはドイツから移住したユダヤ人の一族で、父のマイケルは麦わら帽子の製造業者として財を成し、ロンドンで最初に公民権を獲得したユダヤ人の1人だった。ソロモンの兄エイブラハム・ソロモン (1824-1862)と姉レベッカ・ソロモン(1832-1886)もまた画家である。4歳の時に父マイケルが他界したので、風俗画家として人気を博していた兄エイブラハムの元で育った。ソロモンは最初にこの実兄から絵画を学んだ。
1852年に美術教師フランシス・スティーブン・ケーリの美術学校に入学する。この学校は19世紀の画家、ヘンリー・サスが開校したロイヤル・アカデミー・オブ・アーツ入学を志す者に絵画の訓練を施す登竜門であり、多くの著名なイギリス人画家がこの学校で早期の訓練を受けている。なお、この年、レベッカがロイヤル・アカデミーで最初の作品を展示している。

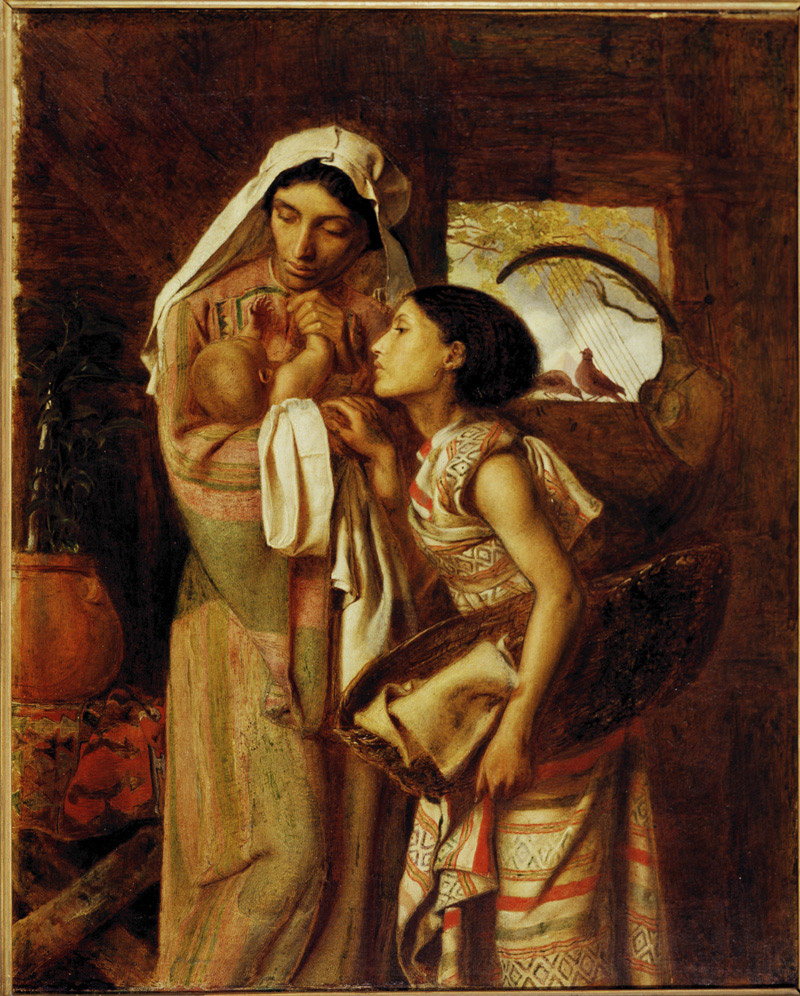
『母の腕に抱かれるモーゼ』(1860年)　デラウェア美術館収蔵

そして1855年にロイヤル・アカデミーに入学。アルバート・ムーア、ヘンリー・ホリディ、マーカス・ストーンら仲間の画学生とともに写生クラブを結成し、絵の修業をはじめる。18歳の時に『捧げ出すイサク』が初めてアカデミーに展示された。ソロモンが初めて脚光を浴びたのは1860年の美術院展に出品した『母の腕に抱かれるモーゼ』で、薄暗い土壁の部屋で赤子のモーセを見つめる女2人（おそらく母ヨケベドと姉ミリアム）という構図は新聞で酷評されたが、ウィリアム・メイクピース・サッカレーが擁護の評論をしたことで有名になった。ソロモンはユダヤ教徒という出自を活かし、当時はキリスト教文化が一般的だった画題に旧約聖書の世界という新しい画題を持ち込んだ。

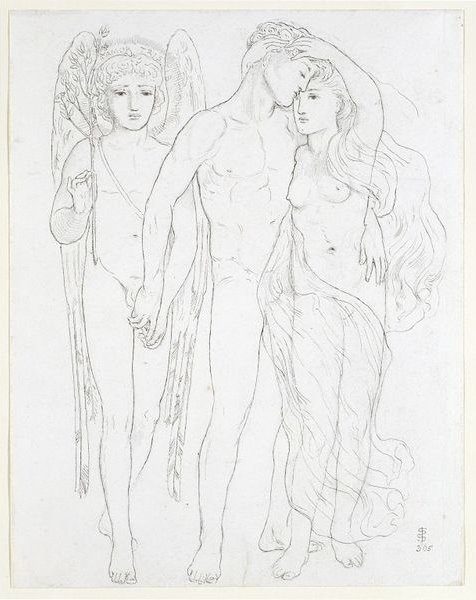
素描『花嫁、花婿、悲しき愛』(1865年)　結婚を祝うはずの天使が花婿に未練を示している。ヴィクトリア&アルバート博物館収蔵

かくして新進の画家として、ダンテ・ゲイブリエル・ロセッティ、ジョン・エヴァレット・ミレー、ウィリアム・ホルマン・ハントといったラファエル前派のグループと知遇を得たソロモンは、ロセッティの紹介でエドワード・バーン＝ジョーンズと知り合い、彼の工房に出入りするようになる。ジョーンズの妻ジョージアナは後に手記にてソロモンの才気煥発ぶりを絶賛している。この工房で1957年頃、己の運命を左右したアルジャーノン・チャールズ・スウィンバーンとの出会いがあった。ソロモンはこの若く放縦な、マルキ・ド・サドに影響された唯美主義の寵児にたちまち魅了された。
1862年、ロセッティの愛人にして、名画『オフィーリア』のモデルして知られるエリザベス・シダルが阿片中毒によって世を去り、傷心したロセッティが住居をチェイニー・ウォーク16番地に移した際、スウィンバーンとソロモンも移住し、以後しばらくの間、共同生活に入った。後に評論家フィリップ・ヘンダーソンによって記されたスウィンバーンの評伝では、スウィンバーンとソロモンが全裸で館内を追いかけっこではしゃぎまわっていた所をロセッティに怒鳴られる一幕があり、2人の生活は破天荒な気風に彩られていた。スウィンバーンが1865年に鞭打ち嗜好をテーマとした小説『レスビア・ブランドン』を出版した際にはソロモンが挿絵を担当した。
1862年にミドルセックス病院近くのチャールズ通り22番地に独自のアトリエを構えた。同年12月19日にアブラハムがアカデミー準会員となるが、まさにその日に心臓発作で世を去ってしまう。この時期のソロモンはアカデミーや、1865年に開設したダドリー・ギャラリーに精力的に作品を出していた。また、モリス商会のデザインにも参加したり、1863年にダルジール兄弟の出版社が出版した絵入り聖書にもイラストを提供している。
スウィンバーンとの出会いによって、ソロモンの絵は徐々に旧約聖書からギリシア時代の人物などに変質し、当時としてはショッキングな男性美を追求する作品も多くなった。1867年に発表した『バッカス』が後に唯美主義の理論的支柱となる評論家ウォルター・ペイターの目に留まり、彼と彼を取り巻く享楽的な人士たちとの交友が始まった。ペイターは後にソロモンが没落した後も陰ながら擁護するなど、一貫してソロモンを支持し続けた。その人士の中に、数多くの芸術家、文士たちのサロンの中心にいたイートン・カレッジの教師、オスカー・ブラウニングがいた。後に自身も同性愛の咎でイートン校を追われることになる奇才の元で、ソロモンは享楽的な世界にはまっていった。ブラウニングはソロモンをイタリア旅行に誘い、ソロモンはその地でティツィアーノ・ヴェチェッリオの『神聖な愛・異端の愛』に魅了されるなど、ルネサンス絵画の影響を大いに受けた。
1871年には自らの美観を綴った詩集『夢で見た愛の幻視（Vision of Love Revealed in Sleep）』を出版する。この詩集はスウィンバーンも賛辞を送るなど評判は良かった。このあたりは自身も絵画に詩作にと横断的な活動をしていたロセッティの影響とも窺えるが、このことからソロモンは思わぬ方向から批判を浴びることになる。
ロセッティが1870年に出した『詩集』に憤慨した詩人のロバート・ブキャナンが、1871年10月に『コンテンポラリー・レビュー』誌に偽名で、「詩における肉体派」という題名の批判論文を投稿した。ロセッティはおろかモリス、スウィンバーン、そしてソロモンも槍玉に上げられたこの論文はラファエル前派の芸術活動を不道徳だと断罪するという唯美主義への反動を象徴する論文となり、ロセッティは自殺未遂に追い込まれるなど、再起不能の痛手を受けた。ソロモンも文中で「ソロモン氏のような画家はその天才を何の価値もない主題に浪費して、それによって妖怪変化を生み出すのだ。ーー聖アントニウスの周りで踊り狂うあの可愛らしい悪魔のような妖怪をである」（前川祐一訳）と痛烈な批判を浴びた。
そうした反動の最中、ソロモンは己の人生を奈落へと突き落とす事件を起こした。

### 逮捕とその後

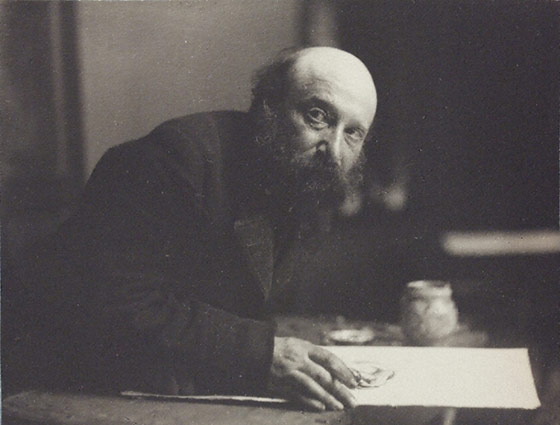
ホリーアーが撮影した1880年頃のソロモン

1873年2月11日の朝、ソロモンはオックスフォード・ストリートにあるストラットフォード・プレイスの公衆便所で60歳の文盲の馬丁、ジョージ・ロバーツとともに逮捕され、検査の結果性行為が発覚した。ソロモンは矯正院に禁錮18ヶ月の刑を受けたが、この時は従兄弟のマイヤ・サルマンが100ポンドもの保釈金を支払い釈放されている。だが、翌年3月3日、パリで19歳の男娼、アンリ・レフランクと共にいた所を再逮捕。3ヶ月の禁固刑と罰金が課せられた。
ソロモンの、その後の生涯には謎が多い。一般に語られるのは一族や友人たちから見捨てられ、世捨て人になったソロモンは街頭の絵描きや靴紐を売ったりするなど極貧の生活を送り、やがて重度のアルコール中毒に陥り、セント・ジャイルズ救貧院に入るという零落の物語である。
かくしてソロモンが奈落へと落ちていく中、スウィンバーンも重度のアルコール中毒で幾度となく生死をさまよっていた。1879年10月15日に、スウィンバーンが詩人仲間のエドムンド・ゴスに宛てた書簡には、出所後生活に困窮したソロモンがスウィンバーンから受けた手紙を売り飛ばす事案があり、憤慨したスウィンバーンはソロモンを「動物よりも汚らわしいこんなもの」と侮蔑するなど、もはや2人の関係が破綻したのみならず、いつスウィンバーンにも類火か及ぶかという事態になっていた。それを見かねた詩人仲間にして弁護士のセオドア・ワッツ＝ダントンによって1879年、テムズ南岸プットニーにあるパインズ荘に隔離され、以後の人生をワッツの庇護と監視の元で暮らしていくこととなった。ワッツの献身によって数々の依存症や異常性癖は克服できたが、耽美派詩人としての牙は残らず抜かれていったのである。そんなワッツ、ゴスらスウィンバーンの更生を願う詩人仲間たちにとって、ソロモンは抹殺すべき「悪い友人」でしかなかった。彼らの手によってスウィンバーンとソロモンとの関係を示す資料の多くが破棄されることとなる。ソロモンが長く歴史から忘れ去られたのは、このことが大きい。

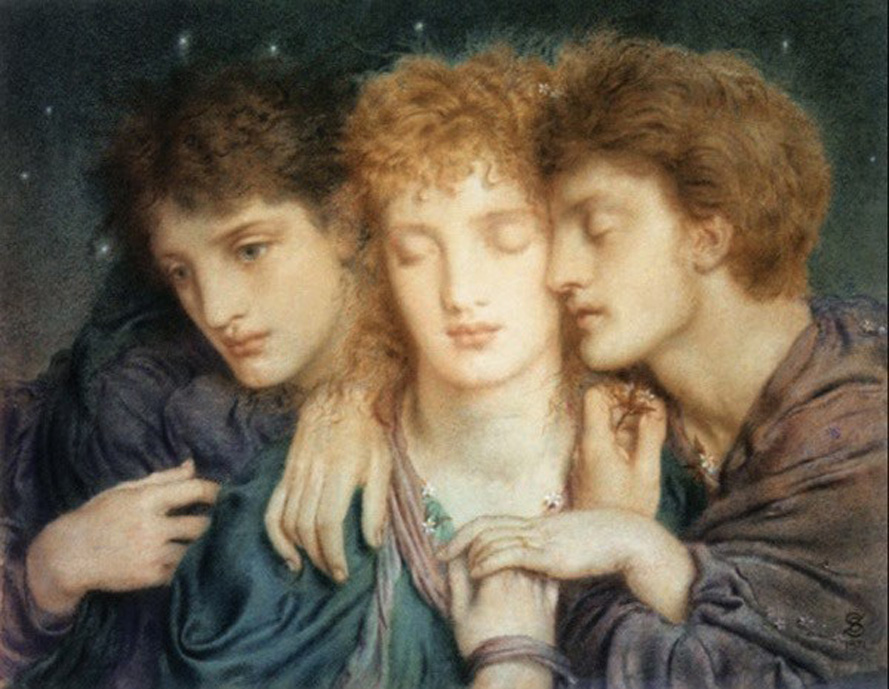
『眠りし者らと目覚めし者』(1870年)　バーミンガム美術館収蔵。この作品は2014年に修繕されたソロモンの墓碑にも刻まれている。

さて、アカデミーから追放されたソロモンを待っていたのは、デカダンスに染まった新しい顧客である。彼らはソロモンを同性愛、耽美主義の体現者としてその絵を求めた。
写真家フレデリック・ホリーアーによって写真という形で紹介されたソロモンの絵を、詩人ライオネル・ジョンソンは自室の壁一面に飾り立てるほど愛好していた。このジョンソンによって、W・B・イェイツが設立した詩人クラブに出入りするようになり、そこでイェイツを始め、アーサー・シモンズ、アーネスト・ダウソン、そして会員ではなかったがクラブに出入りしていたオスカー・ワイルドと交流を持つようになる。ソロモンの情報はさらにオックスフォードにも届き、スウェーデンの伯爵にして詩人、エリック・ステンボックの知遇を得るようになる。ステンボックはソロモンのパトロンとなり、95年に死去するまでソロモンの生活や画家の活動を支えた。この時期、ソロモンはハーバート・ホーンによる美術誌『ザ・ホビー・ホース』の挿絵を担当しており、アーツ・アンド・クラフツ運動を広く紹介したこの雑誌によって、ソロモンはラファエル前派と象徴主義との橋渡し役となったと云える。
1890年代には、ワイルドの愛人として知られ、彼の死後にその事業を編纂した美術評論家のロバート・ロスによってアメリカに紹介されると、ソロモンを始めラファエル前派の作品がアメリカに流入し評価を得ることとなる。このロスや、ソロモン死後の1908年に初の画集を出版したアメリカ人美術家、ジュリア・エルスワース・フォード(Julia Ellsworth Ford)は晩年のソロモンと面会し、両者とも、ソロモンがうらぶれた生活を送りながらも絵への情熱を失っていなかったことでは共通する見解を残している。
だが、1886年にレベッカが交通事故で世を去ると、94年にペイター、95年にスタンボック、98年にバーン＝ジョーンズとモリス、そして1900年にワイルドが放浪の果ての世捨て人として先立っていった。1902年にはソロモンと同じように酒と同性愛に耽溺したジョンソンが自殺した。1901年にヴィクトリア女王も死去し、1つの時代が確実に終わろうとしていた。こうして1905年8月14日、セント・ジャイルズ救貧院の食堂で心臓発作のため、64歳の生涯を閉じた。
亡骸はロンドン郊外、ウィルズデンのユダヤ人墓地に埋葬された。その後、無縁仏同然となったソロモンの墓は、前川祐一が1980年代に訪れた時には墓石も倒れたままの無残な朽ち果てぶりだったが、2014年に子孫や支援者の手によって修繕され、新たな墓碑が追加された。

## 代表作
- 母の腕に抱かれるモーゼ(1860年)（デラウェア美術館）
- バッカス(1867年)（バーミンガム美術館）
- 眠りし者らと目覚めし者(1870年)（バーミンガム美術館）

## ギャラリー

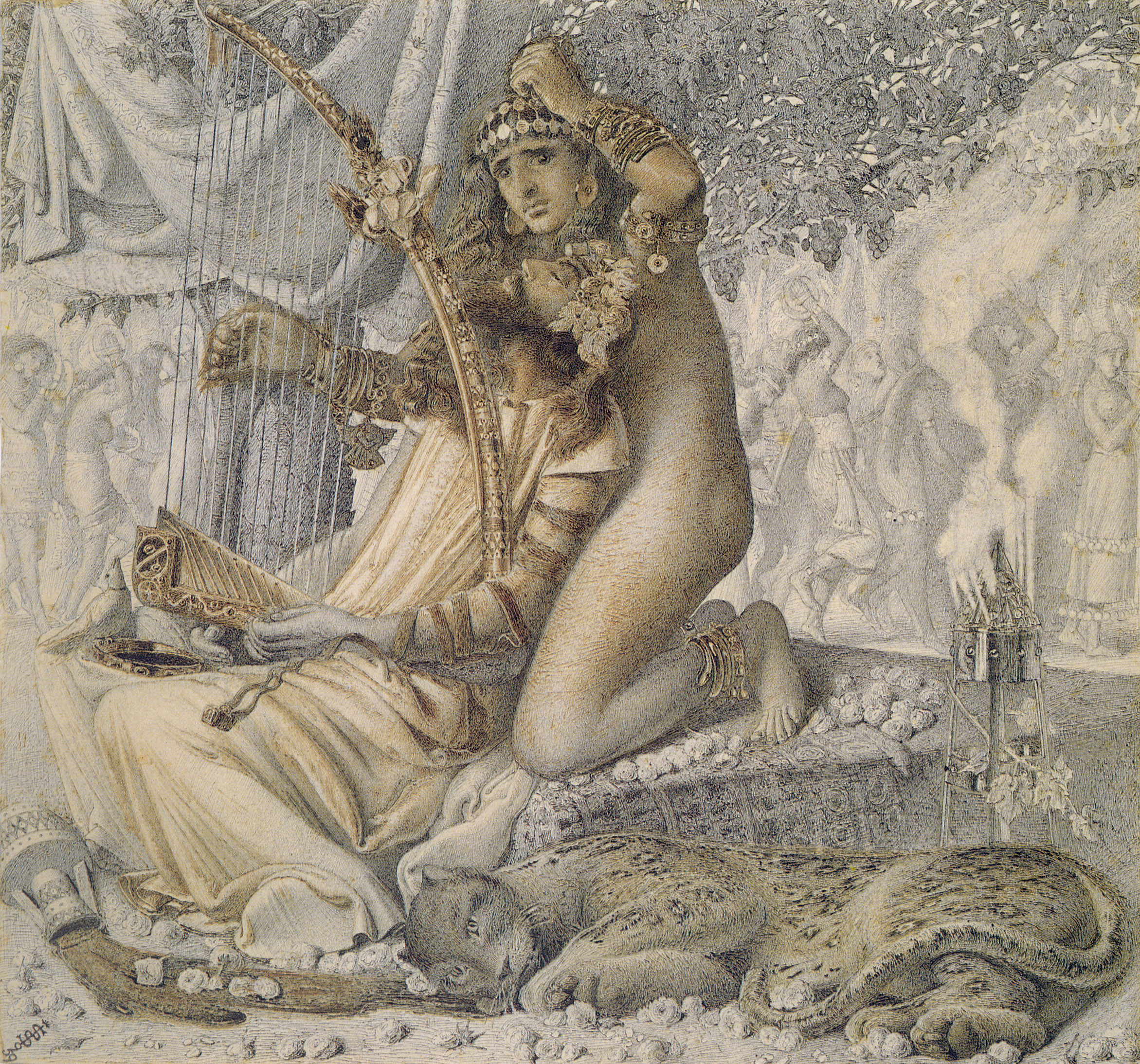
Babylon hath been a golden cup（1859年）
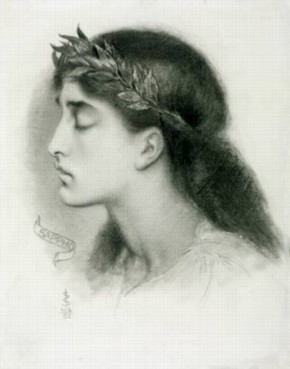
サッフォーの習作（1862年）
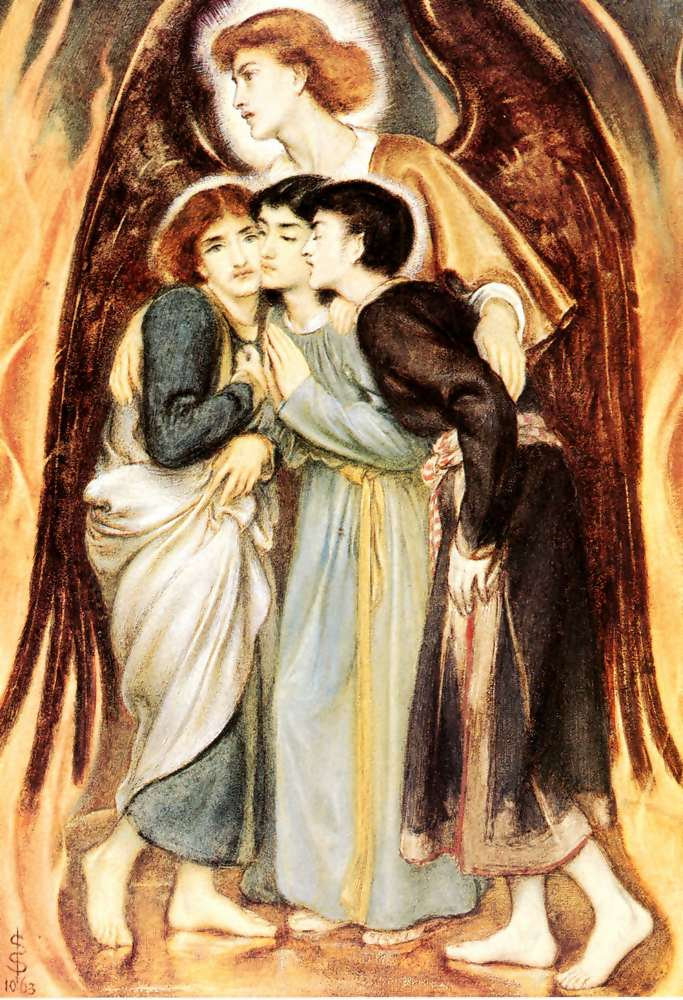
シャドラク、メシャク、アベド・ネゴ（1863年）
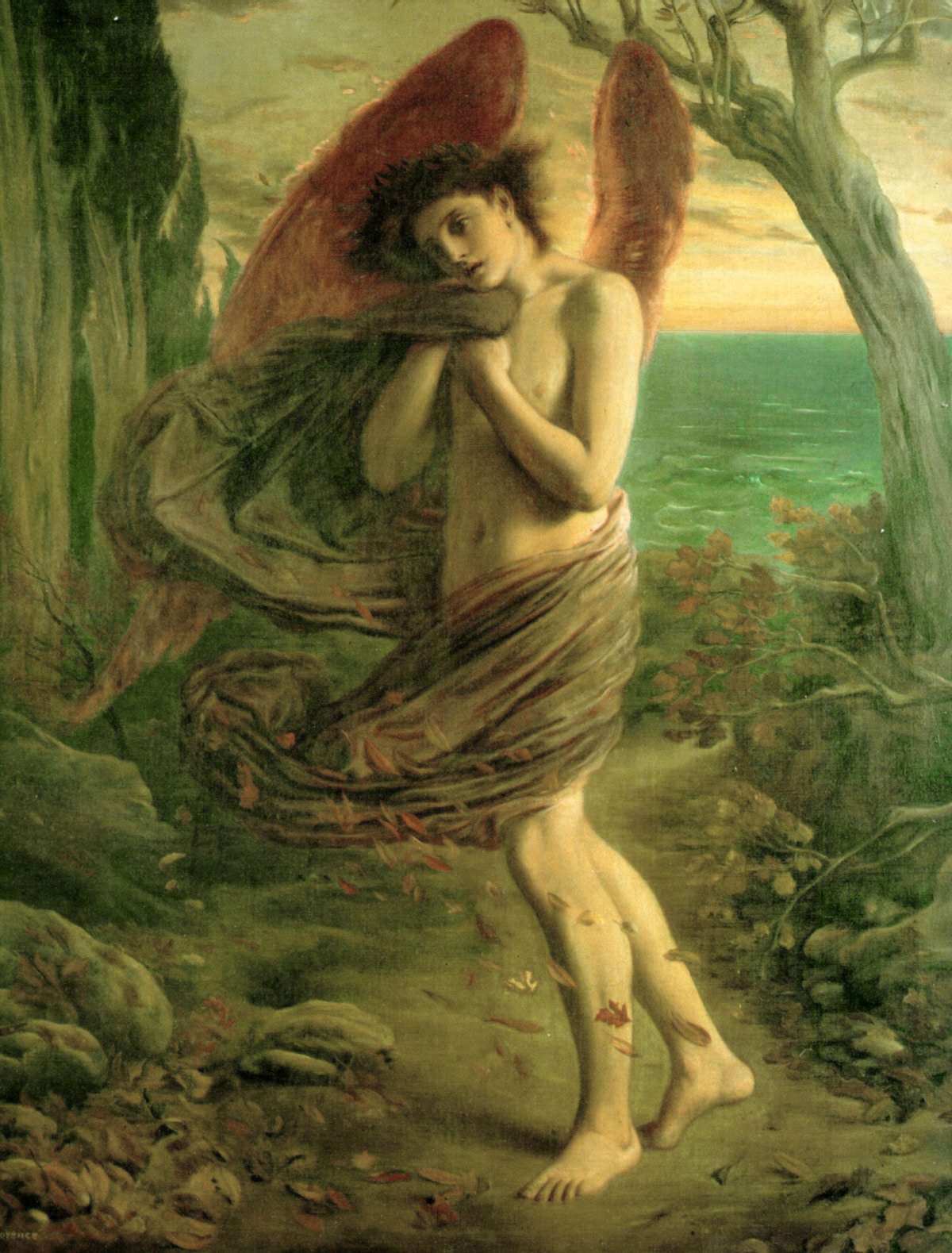
秋（1865年）
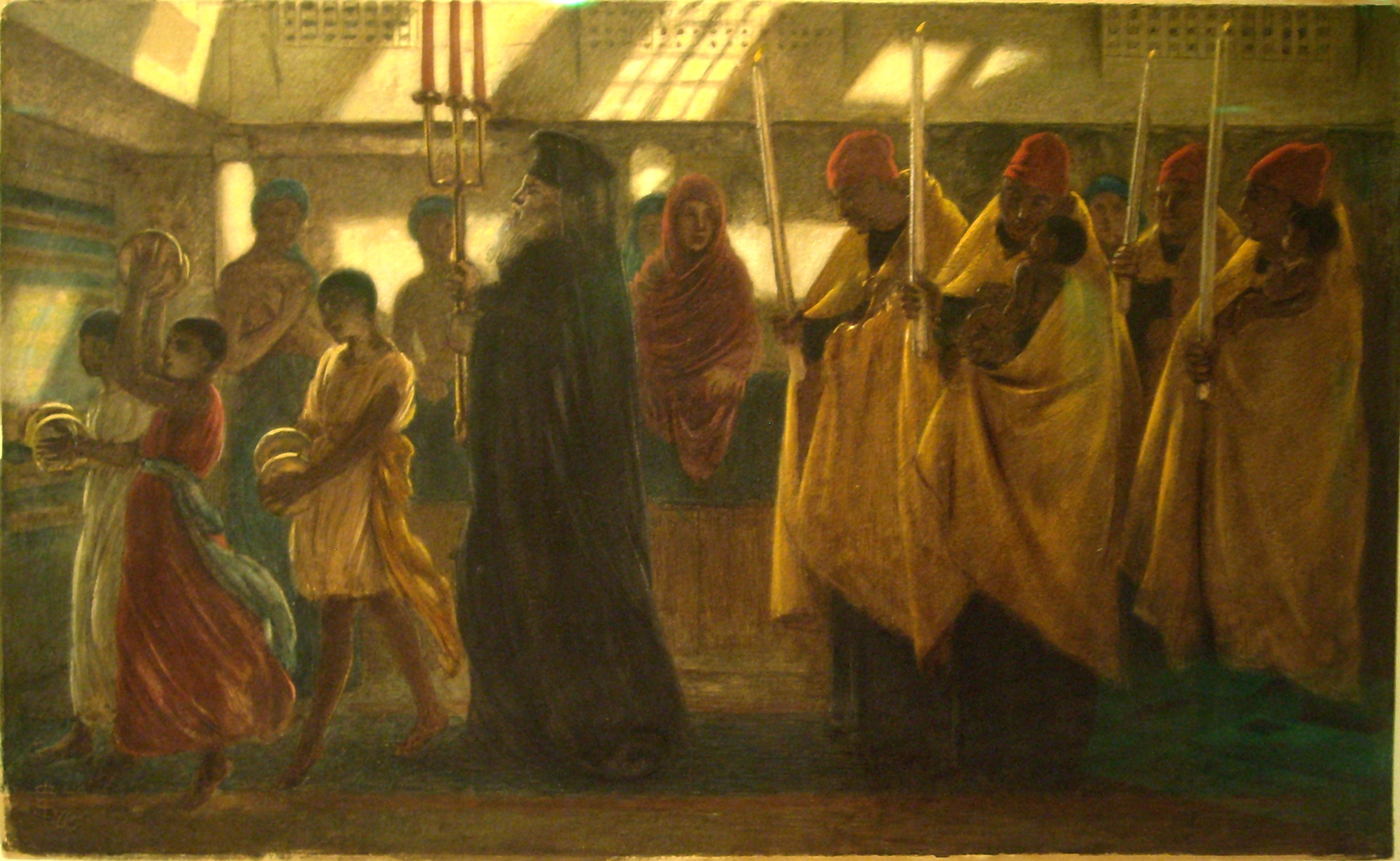
Coptic Baptismal Procession（1865年）
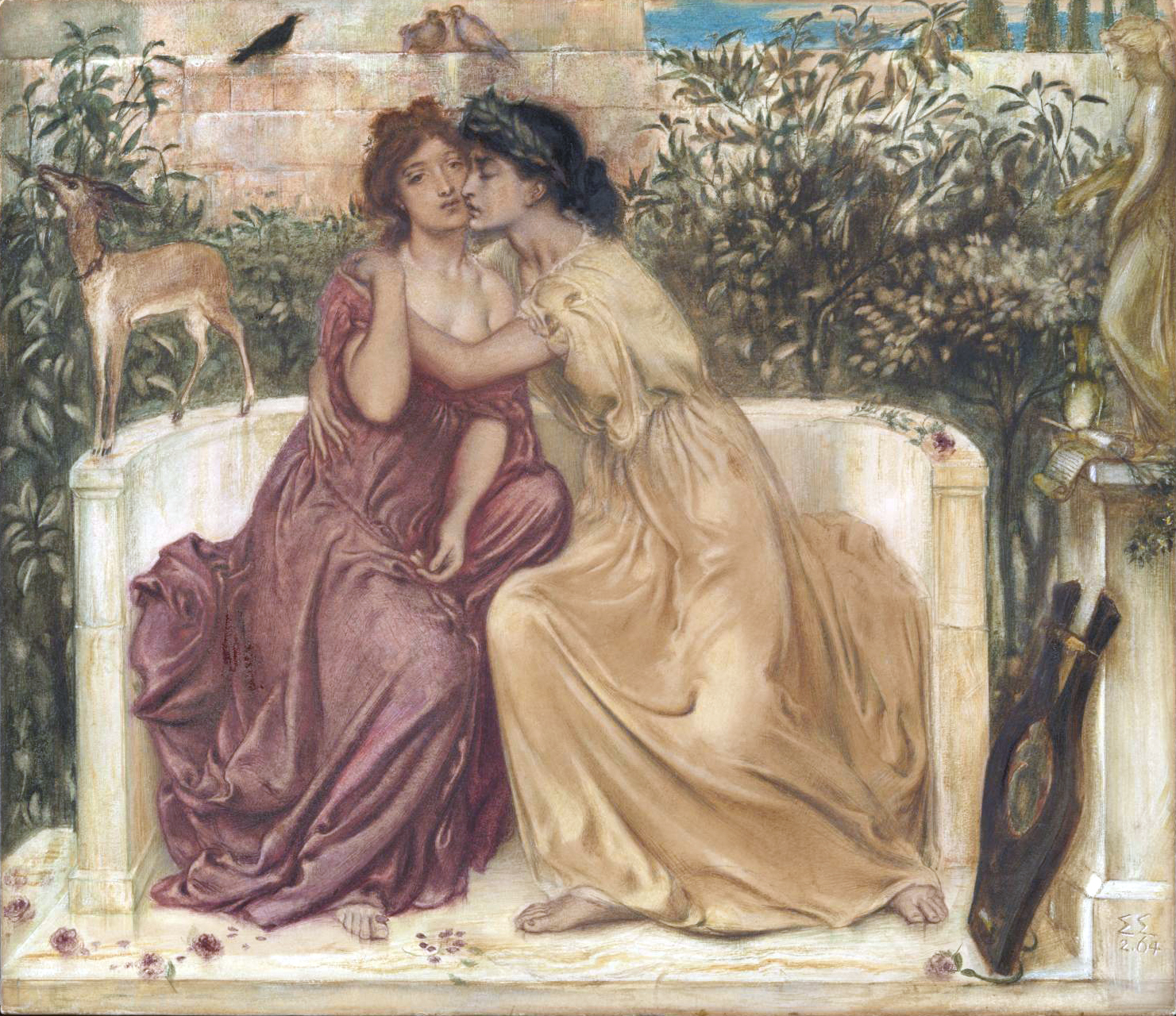
ミティリニの庭園のサッフォーとエリンナ（1865年）
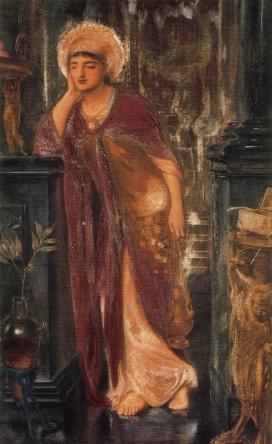
太陽の司祭ヘリオガバルス（1866年）
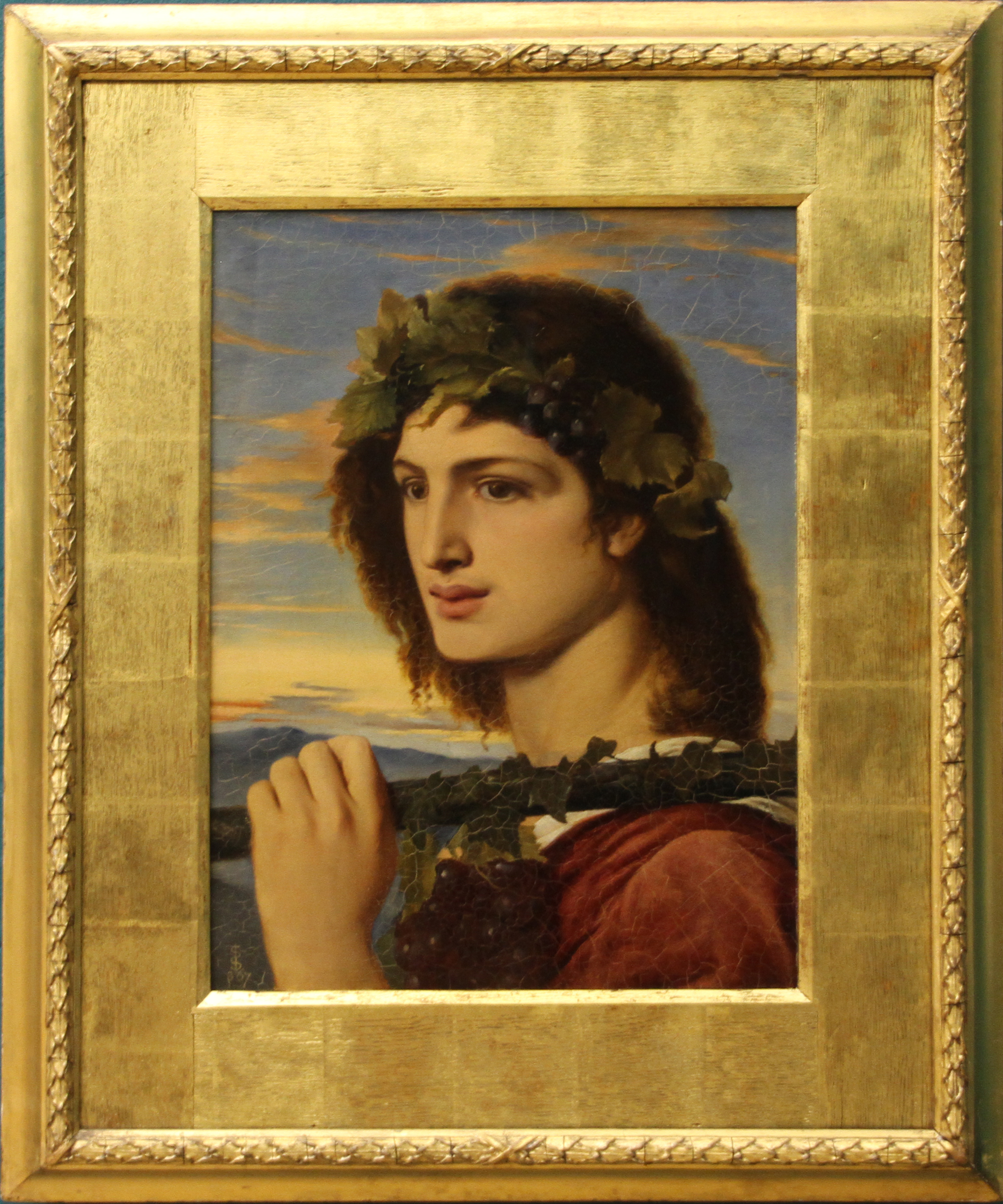
バッカス（1867年）
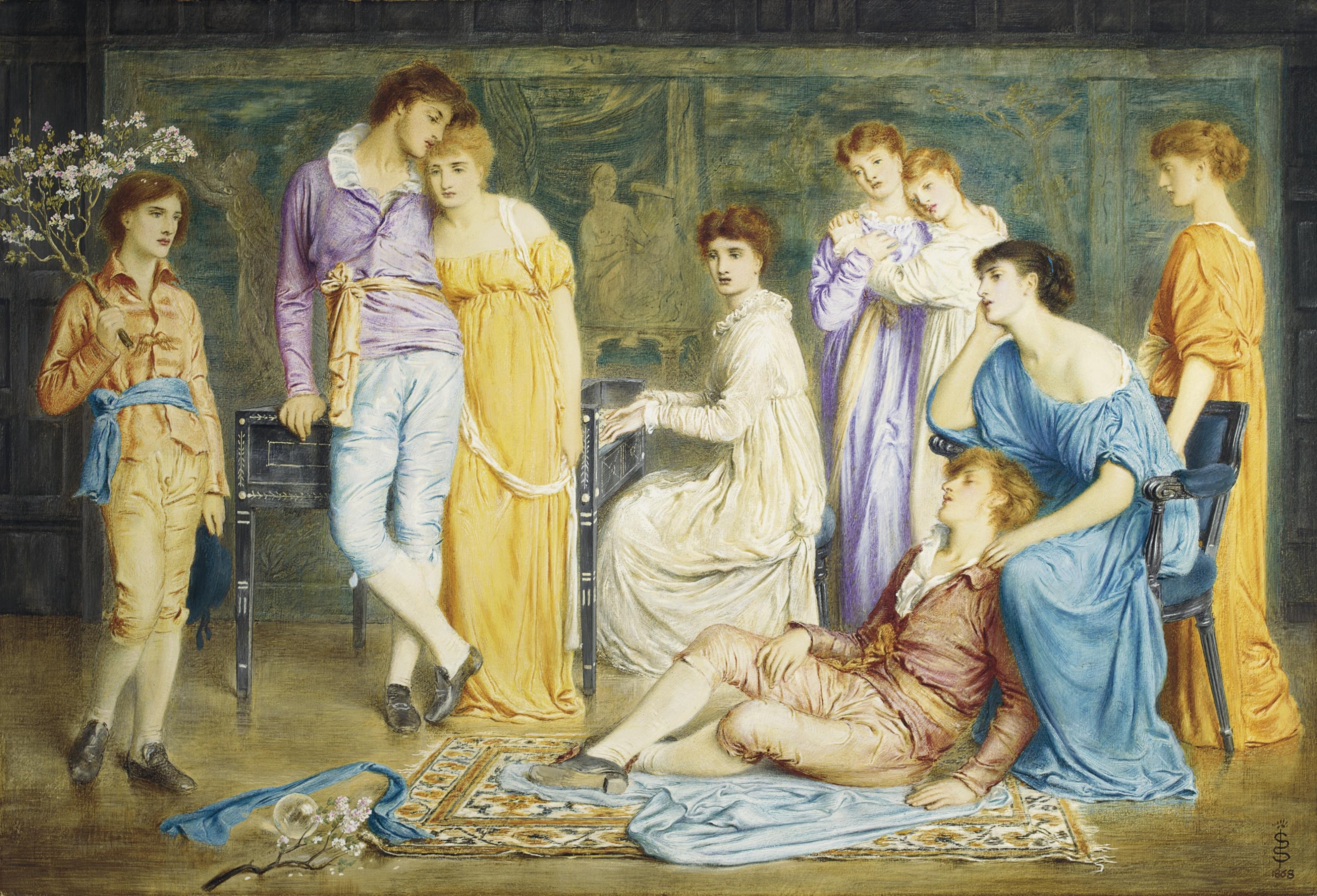
バッハの結婚（1868年）
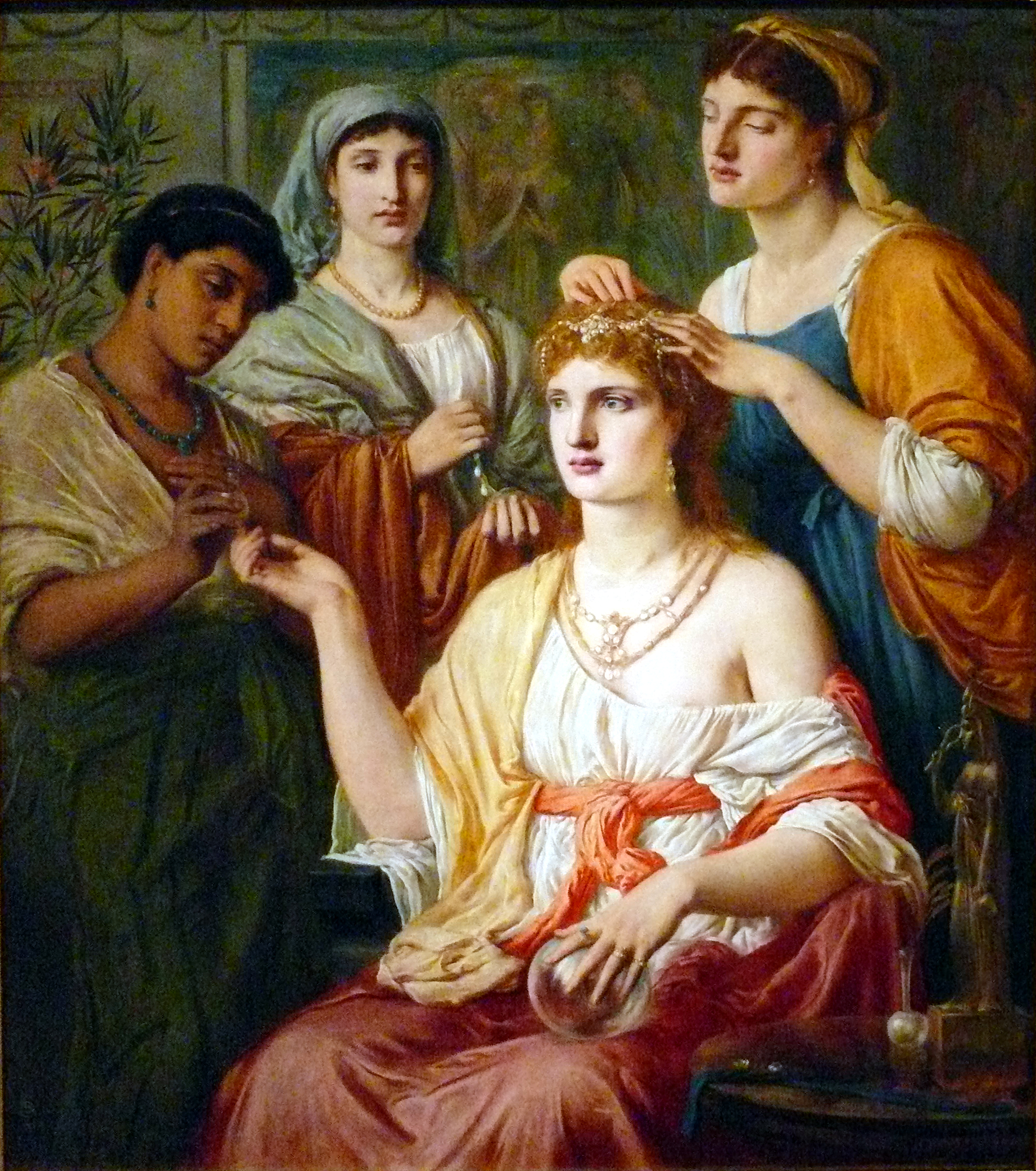
Toilet Roman Lady（1869年）
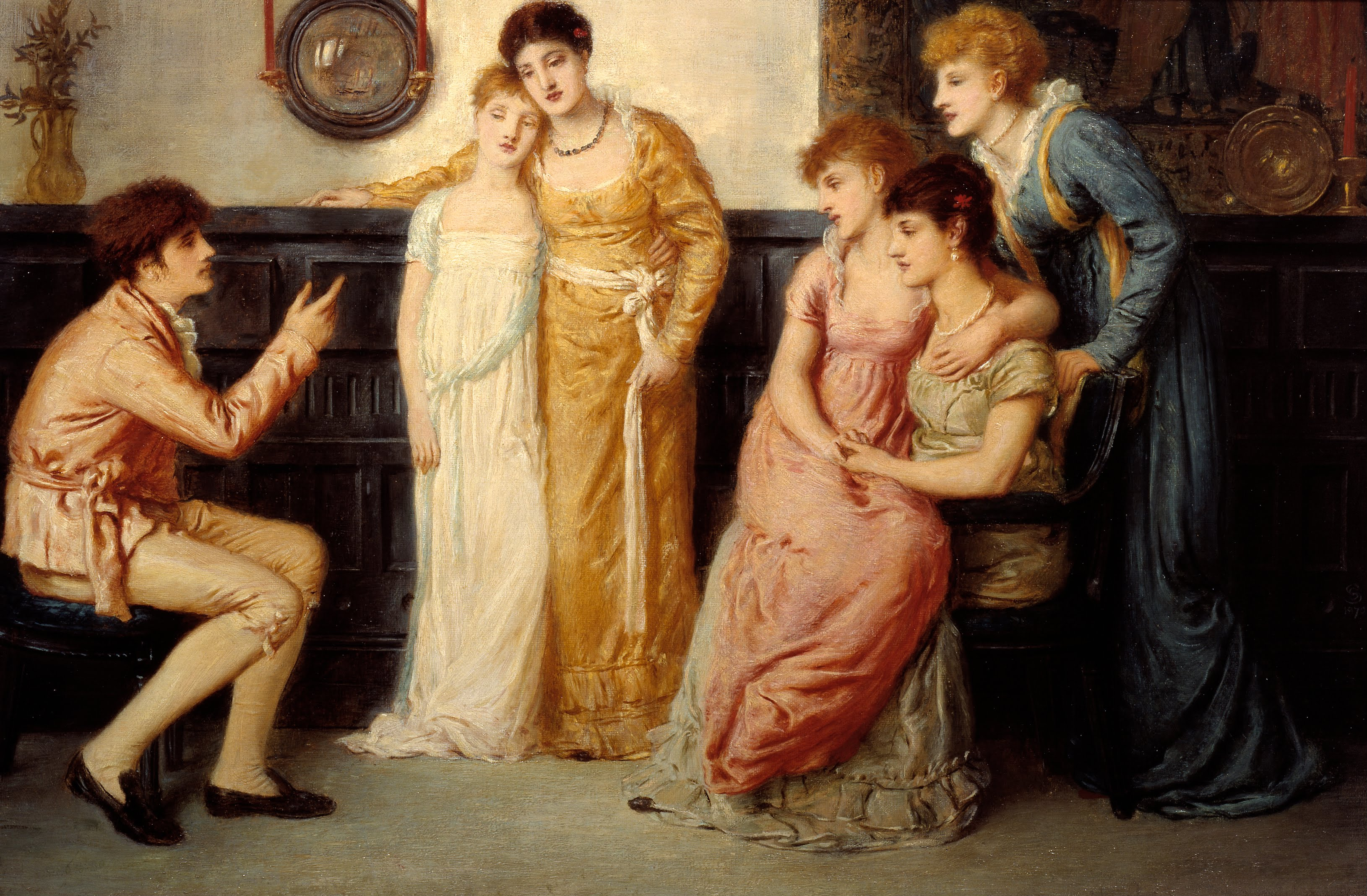
A Youth Relating Tales to Ladies（1870年）
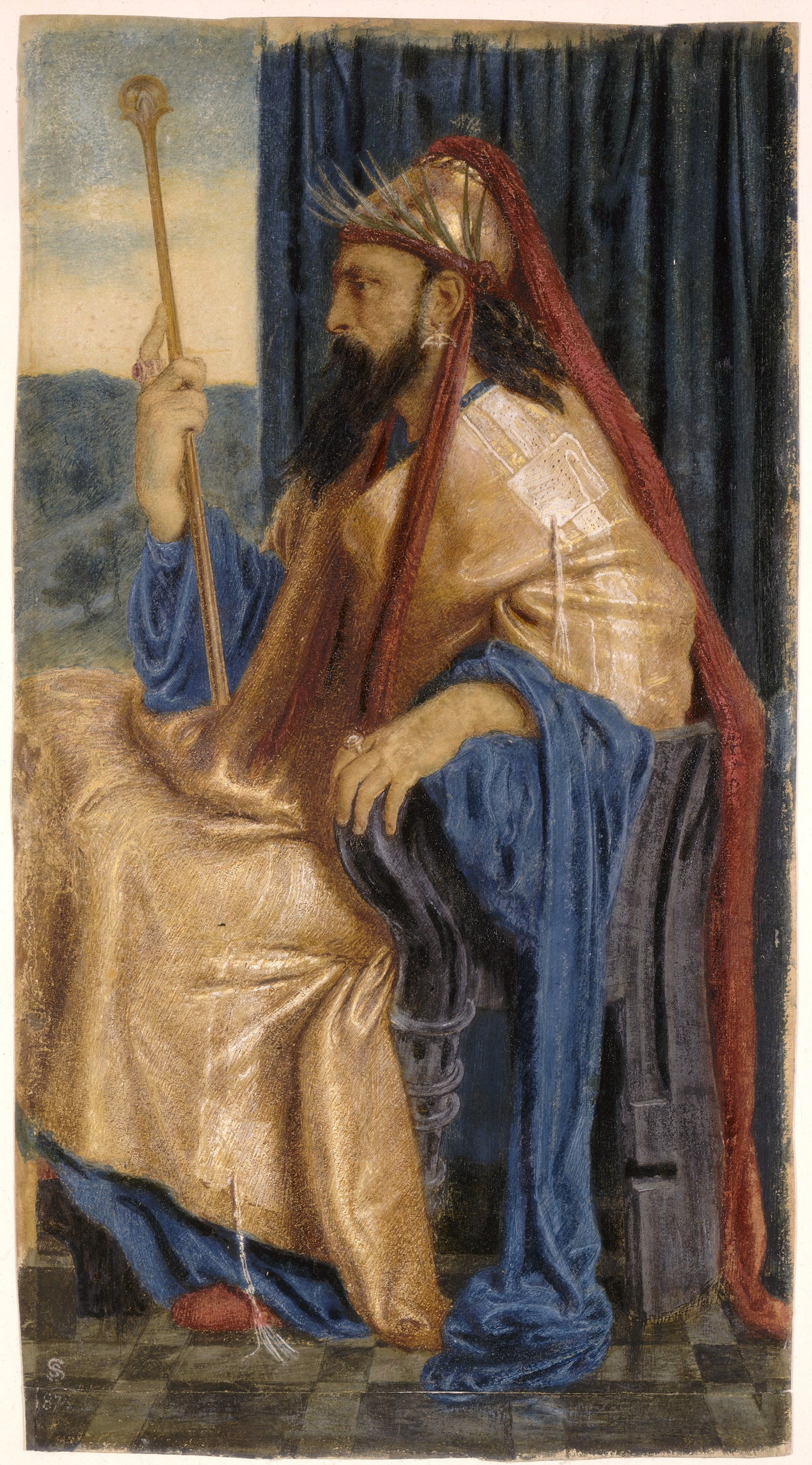
ソロモン王（1870年）
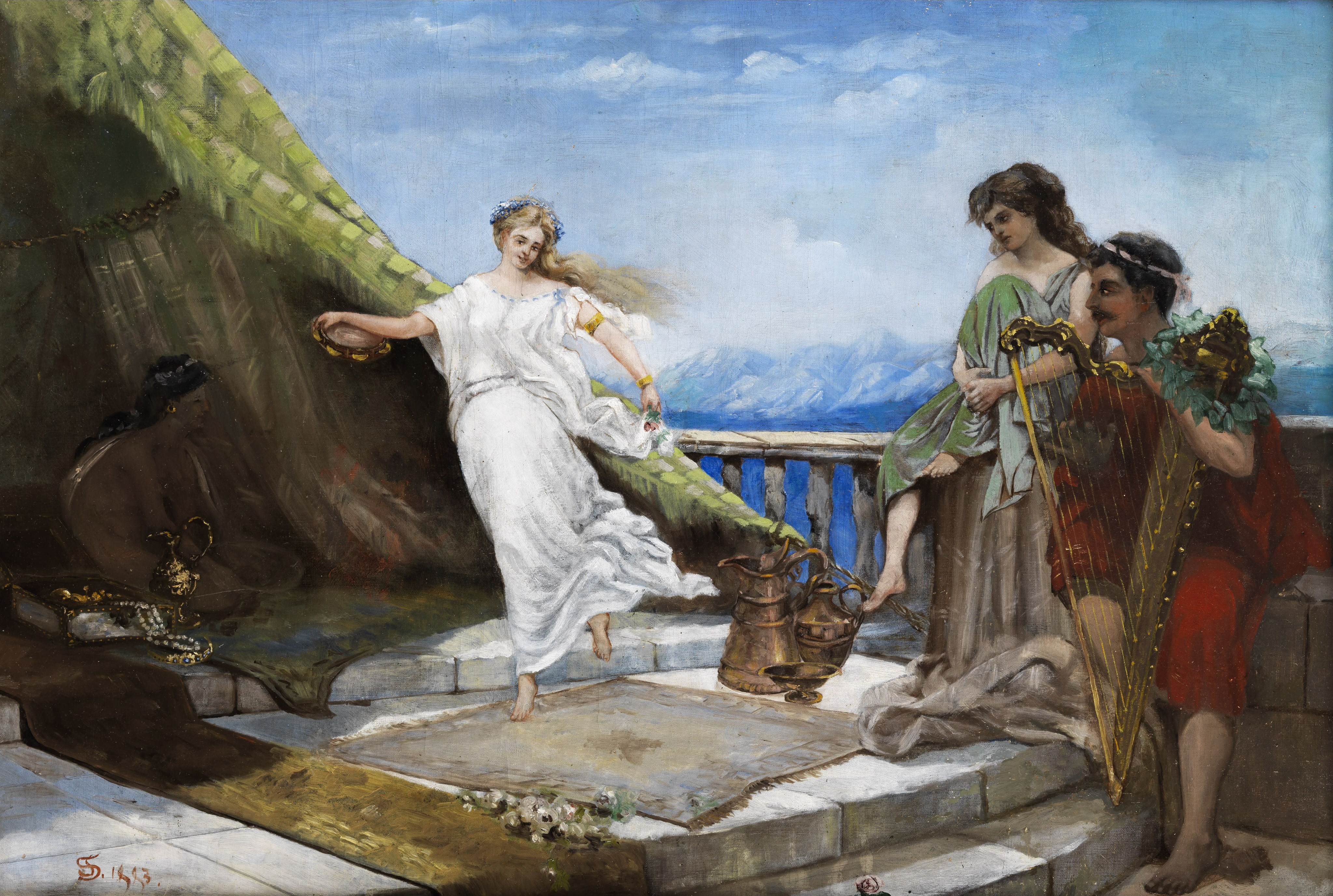
Antike Tanzszene（1888年）
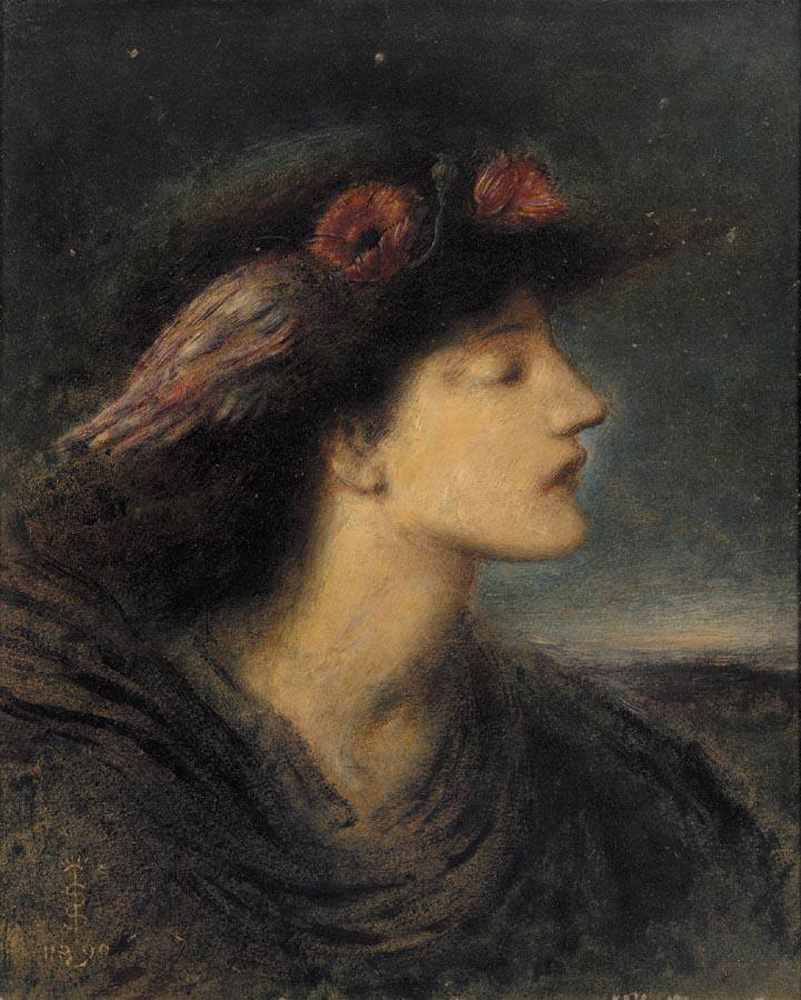
夜（1890年）